# Monique Aldebert
Monique Aldebert (* 5. Mai 1931 in Monaco als Monique Dozo; † Januar 2018) war eine französische, in den Vereinigten Staaten lebende Jazzsängerin und Songwriterin.

## Leben und Wirken
Dozo studierte Musik in Monte Carlo und Paris. Ihr Debüt als Jazzsängerin hatte sie 1947 mit Bernard Peiffer. Danach sang sie viel in französischen Jazzclubs u. a. mit Don Byas, Django Reinhardt, Roger Guérin (mit dem sie zunächst verheiratet war) und Bobby Jaspar. Schließlich wurde sie 1959 Mitglied der Gesangsformation Les Double Six mit Mimi Perrin und Begleitmusikern wie u. a. Eddy Louiss, René Urtreger, Pierre Michelot, Kenny Clarke oder Daniel Humair. Mit den Double Six nahm sie 1959 und 1964 auf. In der Gruppe lernte sie auch ihren späteren Mann, den Pianisten und Sänger Louis Aldebert  kennen. Die Double Six sangen Titel wie „Boplicity“, einen Titel, den Gil Evans mit Miles Davis unter dem Pseudonym Cleo Henry komponiert hat; das transkribierte Miles-Davis-Solo sang 1959 Monique Aldebert.
Als die Double Six 1965 auseinandergingen, traten Monique und Louis als The Aldeberts auf. 1966 traten sie mit Bill Coleman auf. 1967 zogen die Aldeberts in die Vereinigten Staaten und traten u. a. in Shows in Las Vegas auf, 1969 ließen sie sich im Westen von Los Angeles nieder, wo Monique Aldebert anschließend lebte und französischen Gesang unterrichtete. Die Aldeberts arbeiteten auch als Komponisten, Arrangeure und Songwriter mit viel Studioarbeit im Raum Los Angeles. 1979 arbeiteten sie beide für Joe Samples Fusion-Formation The Crusaders bei dessen Album Street Life als Arrangeure und Hintergrundsänger. Sporadisch traten sie auch in Clubs auf. Mit ihrem Mann ging sie 1991 auf eine Japan-Tournee.
Aldebert sang 1970 auf Lalo Schifrins Album Kelly's Heros („Si tu me dis“) und in der zugehörigen Filmmusik (deutscher Filmtitel Stoßtrupp Gold). Sie nahm bei Philips ein eigenes Album mit Arrangements von Michel Legrand auf und nahm an André Hodeirs erster Einspielung von Anna Livia Plurabelle (1966) teil. In der englischen Version des Films Die Regenschirme von Cherbourg sang sie mit. 2005 veröffentlichte sie ihre Autobiographie, De la musique avant toute chose, et d'autres choses.

## Diskographische Hinweise
- Les Double Six. (RCA, 1959–61) mit Mimi Perin, Roger Guérin, Ward Swingle, Pierre Michelot, Kenny Clarke, Daniel Humair, Art Simmons, Michel Gaudry, Georges Arvanitas

## Schriften
- De la musique avant toute chose, et d'autres choses. Aubais: Mémoire d'Oc Éditions 2005, ISBN 2-913898-14-9.